# William Coucheron-Aamot
William Coucheron-Aamot (født 29. januar 1868 i Stavanger, død 22. maj 1948) var en norsk forfatter. 
Coucheron-Aamot blev i 1889 sekondløjtnant i marinen, rejste i 1890 til Kina, hvor han fik ansættelse i marinen og derved lejlighed til blandt andet at ledsage en ekspedition omkring 600 kilometer op ad floden Yangtzekiang samt til at gøre udflugter til den kinesiske mur og besøge andre dele af Østasien. Sine iagttagelser herunder skildrede han først i talrige breve til Morgenbladet, senere i bøgerne Fra den kinesiske mur til Japans hellige bjerg (1893), Kineserne og den kristne mission (1894) og Gjennem de gules land og krigen i Østasien (1895), Li Hung-changs fædreland (1897), i hvilke han viste sig som en beundrer af Kina og meget uvenlig stemt mod missionsvirksomheden. I Det norske folk paa land og sjø (1901 ff.) giver han en populær oversigt over Norges krigshistorie indtil 1914. Han var 1893-96 sekretær i "Departementet for det Indre". Han var ejer af den kendte Veø, en lille ø i Romsdalsfjorden. Han holdt hundredvis af foredrag rundt om i Norge og Danmark.